# 802 (szám)
A 802 (római számmal: DCCCII) egy természetes szám, félprím, a 2 és a 401 szorzata.

## A szám a matematikában
A tízes számrendszerbeli 802-es a kettes számrendszerben 1100100010, a nyolcas számrendszerben 1442, a tizenhatos számrendszerben 322 alakban írható fel.
A 802 páros szám, összetett szám, azon belül félprím, nyolc egymást követő prímszám összege (83 + 89 + 97 + 101 + 103 + 107 + 109 + 113), nontóciens szám, boldog szám. Kanonikus alakban a 21 · 4011 szorzattal, normálalakban a 8,02 · 102 szorzattal írható fel. Négy osztója van a természetes számok halmazán, ezek növekvő sorrendben: 1, 2, 401 és 802.
Érinthetetlen szám: nem áll elő pozitív egész számok valódiosztóösszeg-függvényeként.
A 802 négyzete 643 204, köbe 515 849 608, négyzetgyöke 28,31960, köbgyöke 9,29091, reciproka 0,0012469. A 802 egység sugarú kör kerülete 5039,11462 egység, területe 2 020 684,961 területegység; a 802 egység sugarú gömb térfogata 2 160 785 785,1 térfogategység.